# Jedlovnik
Jedlovnik je naselje v Občini Kungota.